# Spoorlijn Herning - Viborg
De spoorlijn Herning - Viborg was een lokale spoorlijn tussen Herning en Viborg van het schiereiland Jutland in Denemarken.

## Geschiedenis
De spoorlijn werd op 25 juni 1906 geopend door de Danske Statsbaner, waarna de exploitatie begon met drie treinen per dag per richting. Op 22 mei 1977 is de lijn gesloten.

## Huidige toestand
Thans is de volledige lijn opgebroken en ligt op de bedding een fiets en wandelpad.